# Rudolf van Hüllen
Rudolf van Hüllen (* 1957 in Krefeld) ist ein deutscher Politikwissenschaftler und Extremismusforscher.

## Leben
Nach dem Studium der Politischen Wissenschaft, der Neueren Geschichte und der Rechtswissenschaft an der Rheinischen Friedrich-Wilhelms-Universität Bonn wurde van Hüllen 1988 bei Karl Dietrich Bracher mit der Dissertation Ideologie und Machtkampf bei den Grünen. Untersuchung zur programmatischen und innerorganisatorischen Entwicklung einer deutschen „Bewegungspartei“ zum Dr. phil. promoviert.
Danach arbeitete er in der politischen Bildung, unter anderem für die Konrad-Adenauer-Stiftung und das Bildungswerk Verantwortung in Staat und Gesellschaft. Von 1987 bis 2006 war van Hüllen als Referent und Referatsleiter in den Abteilungen Linksextremismus und Linksterrorismus beim Bundesamt für Verfassungsschutz (BfV) in Köln tätig. Sein Schwerpunkt lag auf der Auswertung orthodox-kommunistischer, maoistischer und trotzkistischer Bestrebungen. An der Fachhochschule des Bundes für öffentliche Verwaltung in Brühl dozierte er in der Abteilung Verfassungsschutz. Heute ist er unter anderem als freiberuflicher Extremismusforscher für politische Stiftungen und Institutionen tätig. Er veröffentlichte u. a. im Jahrbuch Extremismus & Demokratie.
2014 wurde er ordentliches externes Mitglied in der Enquetekommission „Konsequenzen aus der Mordserie des Nationalsozialistischen Untergrunds (NSU)“ des Landtages von Baden-Württemberg.

## Kontroversen
Van Hüllen setzte sich 2009 kritisch mit der Vereinigung der Verfolgten des Naziregimes – Bund der Antifaschistinnen und Antifaschisten (VVN-BdA) auseinander. Er halte sie für keinen „Bündnispartner für Demokraten“, da die VVN-BdA „für die Einführung einer stalinistischen Variante des Sozialismus und für die Abschaffung von Demokratie, Freiheit und Menschenrechten“ eintrete und „eine Symbiose mit autonomen Gewalttätern“ habe. Seiner Ansicht nach sei Wolfgang Schäuble „ein Stück weit mitverantwortlich“ dafür, dass „linksextremistisch motivierte Gewalt gegen Polizisten bei „antifaschistischen“ Demonstrationen auf dem Umweg über die VVN-BdA neuerdings auch aus Steuermitteln finanziert werde.“ 2010 kritisierte Sachsen-Anhalts Innenstaatssekretär Rüdiger Erben (SPD) die Einstufung des VVN-BdA als „trojanisches Pferd für das Engagement gegen Rechtsextremisten“ als unangemessen, „angesichts des Leidens von Mitgliedern dieser Organisation in Konzentrationslagern und Gefängnissen des NS-Staates“. Demgegenüber meint van Hüllen, der geleistete Widerstand gegen den Nationalsozialismus verdiene „Anerkennung und Respekt“, und dennoch habe man nach 1945 nicht nur „akzeptieren dürfen, wogegen sie stritten,“ sondern „auch kritisch fragen müssen, wofür sie eintraten“.
2011 publizierte er ein Buch (Linksextrem – Deutschlands unterschätzte Gefahr?) über Linksextremismus mit dem Politologen Harald Bergsdorf.
Nachdem die in der Publikation thematisierte MLPD 2013 mit einer Unterlassungsklage vor Gericht gegangen war, kam es zu einem für den Verfassungsschutz „peinlichen Prozess“. Vor Gericht musste van Hüllen die Belege für seine Vorwürfe offenlegen. Er erklärte, die Darstellung der Partei beruhe „zu etwa 50 Prozent auf Verfassungsschutzberichten“. Das Gericht bekundete dazu, es halte von der Beweiskraft dieser Informationen „eher nichts“. Es qualifizierte jedoch die meisten der in Rede stehenden Aussagen nicht als Tatsachenfeststellungen, sondern als Meinungsäußerungen, die zulässig seien. Der Schöningh-Verlag wollte das Buch dennoch nicht mehr weiter vertreiben, eine Überarbeitung lohne sich nicht. 2014 war die E-Book-Ausgabe weiterhin beim Verlag erhältlich. Von 2011 bis Ende März 2013 wurden 1500 Exemplare in den Verkauf gebracht.

## Schriften (Auswahl)

### Monografien
- Ideologie und Machtkampf bei den Grünen. Untersuchung zur programmatischen und innerorganisatorischen Entwicklung einer deutschen „Bewegungspartei“. Bouvier, Bonn 1990, ISBN 3-416-02222-X (Zugleich: Bonn, Univ., Diss., 1988).
- „Strategie und Taktik des ‚modernisierten‘ Rechtsextremismus – eine Handreichung für kommunale Praktiker“. Konrad-Adenauer-Stiftung, Sankt Augustin 2008, ISBN 978-3-939826-92-7  (PDF).
- „‚Modernisierter‘ Rechtsextremismus – eine Herausforderung für die politische Bildung“. Konrad-Adenauer-Stiftung, Sankt Augustin 2008, ISBN 978-3-939826-91-0 (PDF).
- „Ideologie des ‚modernisierten‘ Rechtsextremismus – eine Handreichung zur politischen Auseinandersetzung“. Konrad-Adenauer-Stiftung, Sankt Augustin 2008, ISBN 978-3-939826-93-4 (PDF)
- „Das Rechtsextreme Bündnis: Aktionsformen und Inhalte“ (= Zukunftsforum Politik, 87). Konrad-Adenauer-Stiftung, Sankt Augustin 2008, ISBN 978-3-939826-96-5 (PDF).
- Die Linke stellen. Handreichungen zur politischen Auseinandersetzung.  Konrad-Adenauer-Stiftung, Sankt Augustin 2009, ISBN 978-3-940955-70-8 (PDF).
- zusammen mit Harald Bergsdorf: Linksextrem – Deutschlands unterschätzte Gefahr? Schöningh, Paderborn 2011, ISBN 978-3-506-77242-8.
- mit Thomas Grumke: Der Verfassungsschutz. Grundlagen, Gegenwart, Perspektiven. Verlag Barbara Budrich, Opladen 2016, ISBN 978-3-8474-0694-5.

### Dossiers
- Linksextremistische Medien (Dossier Linksextremismus). Bundeszentrale für Politische Bildung, 22. Dezember 2014.
- Das trotzkistische Spektrum im Linksextremismus (Dossier Linksextremismus). Bundeszentrale für Politische Bildung, 28. Oktober 2014.
- "Antiimperialistische" und "antideutsche" Strömungen im deutschen Linksextremismus. (Dossier Linksextremismus). Bundeszentrale für Politische Bildung, 5. Januar 2015.

### Beiträge in Sammelbänden
- Moderner Rechtsextremismus. Herausforderung für Prävention und politische Bildung, in: Robertson-von Trotha, Caroline Y. (Hrsg.): Rechtsextremismus in Deutschland und Europa. Rechts außen – Rechts 'Mitte'? (= Kulturwissenschaft interdisziplinär, Bd. 7), Nomos, Baden-Baden 2012, ISBN 978-3-8329-5817-6, S. 67–74.
- Unterschiede der Prävention im Rechts- und Linksextremismus. Eine kritische Zwischenbilanz zu einer schwierigen Materie, in: Gerhard Hirscher, Eckhard Jesse (Hrsg.): Extremismus in Deutschland. Schwerpunkte, Vergleiche, Perspektiven (= Extremismus und Demokratie. Band 26). Nomos, Baden-Baden 2013, ISBN 978-3-8487-0090-5, S. 489–504.